# 扬计划
扬计划（英语：Young Plan），又译扬格计划、楊格計劃，是由美国实业家、商人、律师及外交官欧文·D·扬（Owen D. Young）提出的计划，借以协助德国在第一次世界大战后偿还赔款。
1924年，美国推出道威斯计划，但后来发现它不足让德国付出巨额欠款。
盟军赔款委员会成立了调查小组，商讨赔款问题。其后，委员会发表报告，惟遭到英国反对；该会在1929年8月31日议定好计划；并在1930年1月采用计划。

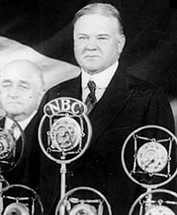
胡佛發出寬容的延期計畫

计划要求德国在五十八年半内，付清二百六十三亿五千万英镑。在获得盟国同意下，取代原本的杜威斯计划—它让德国知道确实的金额，并乐意付清赔款。年期赔款为四亿七千三百万，分为两部分：三分之一是“无条件赔款”；其余是可延期赔款：可由交通税或财政预算中抽出款项。为了让赔款过程顺利，盟国成立了國際結算銀行处理赔款。
但是，在计划实行之前，1929年的经济大萧条造成大量问题：美资银行急需从欧洲取回现金，加上贸易衰退，造成不少阻力；经济衰退导致经济民族主义，阻碍贸易复苏；德国失业率持续高企，1931年时是33.7%，1932年则是40%。
有鉴于此，美国总统胡佛建议发出胡佛延期偿付权，在1931年7月前得到十五国支持。然而，这无助舒缓欧洲的经济衰退；其中，德国经济因银行危机而严重受创。
最后，在1932年，英国、法国、意大利、比利时与德国参加洛桑会议。多国代表同意：
- 不再压迫德国马上赔款；
- 德国获免除九成债项，并发行债券。
- 代表也通过非正式协定：只要美国减免盟军所有战争债款，以上条款才会生效，因為胡佛認為，延期偿付权根本与债款无关。延期偿付权届滿后，德国仍要按杨格计划的规定赔款。但以上计划最后都全数失败：德国一直没有再继续赔偿，纳粹党上台以后，他们更不承认任何赔款。